# Chryseofusus
Chryseofusus là một chi ốc biển, là động vật thân mềm chân bụng sống ở biển trong họ Fasciolariidae.

## Các loài
Các loài trong chi Chryseofusus gồm có:
- Chryseofusus acherusius (Hadorn & Fraussen, 2003)
- Chryseofusus alisae (Hadorn & Fraussen, 2003)
- Chryseofusus artutus (Fraussen & Hadorn, 2003)
- Chryseofusus bradneri (Drivas & Jay, 1990)
- Chryseofusus cadus (Hadorn & Fraussen, 2003)
- Chryseofusus chrysodomoides (Schepman, 1911)
- Chryseofusus dapsilis (Hadorn & Fraussen, 2003)
- Chryseofusus graciliformis (G.B. Sowerby II, 1880)
- Chryseofusus hyphalus (M. Smith, 1940)
- Chryseofusus jurgeni (Hadorn & Fraussen, 2002)
- Chryseofusus kazdailisi (Fraussen & Hadorn, 2000)
- Chryseofusus riscus (Hadorn & Fraussen, 2003)
- Chryseofusus satsumaensis (Hadorn & Chino, 2005)
- Chryseofusus scissus (Fraussen & Hadorn, 2003)
- Chryseofusus subangulatus (Martens, 1901)
- Chryseofusus wareni (Hadorn & Fraussen, 2003)
- Chryseofusus westralis (Hadorn & Fraussen, 2003)